# Čikaso (jezik)
Čikaso (engleski: Chickasaw) (ISO 639-3: cic), jezik Chickasaw Indijanaca kojim govori 1000 ljudi (Munro and Willmond 1987), i u opadanju je, na području južne središnje Oklahome, nešto i u gradu Los Angeles u Kaliforniji. Etnička pripadnost iznosi između 35 000 i 37 000 (1999 Chickasaw nation).
S čoktavskim [cho] pripada zapadnoj skupini porodice muskogi. Njime se služe poglavito starije osobe, zbog čega je u opasnosti od izumiranja

## Vanjske poveznice
- Ethnologue (14th)
- Ethnologue (15th)